# Championnats du monde d'aquathlon 2016
Navigation
Édition précédente Édition suivante
Les championnats du monde d'aquathlon 2016, dix-neuvième édition des championnats du monde d'aquathlon, ont lieu le 14 septembre 2016 à Cozumel, au Mexique.

## Résultats
Le double champion olympique, le Britannique Alistair Brownlee remporte pour la première fois ce championnat du monde devant le champion en titre le Slovaque Richard Varga.

### Élite
Distances parcourues
| Distances course (kilomètres) | Distances course (kilomètres) | Distances course (kilomètres) |
| Course à pied                 | Natation                      | Course à pied                 |
| ----------------------------- | ----------------------------- | ----------------------------- |
| 2,5                           | 1                             | 2,5                           |

| Rang               | Athlète           | Pays        | Temps    |
| ------------------ | ----------------- | ----------- | -------- |
| Médaille d'or      | Alistair Brownlee | Royaume-Uni | 00:28:58 |
| Médaille d'argent  | Richard Varga     | Slovaquie   | 00:29:03 |
| Médaille de bronze | Tommy Zaferes     | États-Unis  | 00:29:18 |

| Rang               | Athlète              | Pays   | Temps    |
| ------------------ | -------------------- | ------ | -------- |
| Médaille d'or      | Mariya Shorets       | Russie | 00:33:12 |
| Médaille d'argent  | Anastasia Abrosimova | Russie | 00:34:09 |
| Médaille de bronze | Valentina Zapatrina  | Russie | 00:34:16 |